# Accidente del Northrop F-5 del Ejército del Aire de España de 2012
El accidente del Northrop F-5 del Ejército del Aire en 2012 fue un accidente aéreo que tuvo lugar a las 09:47 horas (UTC +1) del 2 de noviembre de 2012. El avión siniestrado, un Northrop SF-5B(M) perteneciente al Ala 23 del Ejército del Aire de España, había despegado de la Base Aérea de Talavera la Real, para realizar un vuelo de entrenamiento.
El siniestro se produjo durante la aproximación a la base para aterrizar cuando el avión en pleno vuelo sufrió una explosión del compresor izquierdo y tuvieron que apagar el motor, mientras hacían maniobras de aproximación con el motor derecho. En el accidente falleció el comandante instructor de vuelo Ángel Álvarez Raigada, quedando el alférez alumno Sergio Santamaría de Felipe, herido de gravedad.
Este siniestro fue el segundo sufrido por una aeronave del Ejército del Aire de España en el año 2012, tras el sufrido siete meses antes por un CASA C-101 Aviojet.